# Pyssa
Die Pyssa (russisch Пысса) ist ein 164 km langer linker Nebenfluss der Mesen in der Republik Komi in Nordwestrussland.
Die Pyssa entspringt an der Grenze zur Oblast Archangelsk. Ihr Einzugsgebiet von 1160 km² liegt zwischen der Mesen im Osten und dem Flusssystem der Waschka im Westen. Die Pyssa fließt in überwiegend östlicher Richtung zur Mesen. Ab Ende Oktober / Anfang November ist sie von einer Eisschicht bedeckt, welche Anfang Mai aufbricht. Die Pyssa wird hauptsächlich von der Schneeschmelze gespeist.